# Inge Ejderstedt
Inge Ejderstedt (ur. 24 grudnia 1946 w Lenhovdzie) – szwedzki piłkarz występujący na pozycji pomocnika.

## Kariera klubowa
Ejdersterdt zawodową karierę rozpoczynał w 1967 roku w klubie Östers IF. W 1968 roku zdobył z nim mistrzostwo Szwecji. W 1970 roku odszedł do belgijskiego klubu RSC Anderlecht. W 1972 roku zdobył z nim mistrzostwo Belgii oraz Puchar Belgii. W 1973 roku ponownie wygrał z zespołem rozgrywki Pucharu Belgii. W 1974 roku Ejderstedt zdobył z Anderlechtem mistrzostwo Belgii. W tym samym roku powrócił do Östers IF. W 1975 roku wywalczył z nim wicemistrzostwo Szwecji. W 1976 roku zakończył karierę.

## Kariera reprezentacyjna
W reprezentacji Szwecji Ejderstedt zadebiutował 19 lutego 1968 w wygranym 3:0 towarzyskim meczu z Izraelem. W 1970 roku został powołany do kadry na Mistrzostwa Świata. Zagrał na nich w jednym spotkaniu swojej drużyny - z Włochami (0:1). Z tamtego turnieju Szwedzi odpadli po fazie grupowej. W 1974 roku Ejderstedt ponownie był uczestnikiem Mistrzostw Świata. Tym razem zagrał na nich w dwóch meczach - z Holandią (0:0) oraz RFN (2:4). Tamten turniej Szwedzi zakończyli na drugiej rundzie. W latach 1968–1974 w drużynie narodowej rozegrał w sumie 23 spotkania i zdobył 8 bramek.